# 白石町立北明小学校
白石町立北明小学校（しろいしちょうりつ ほくめいしょうがっこう）は佐賀県杵島郡白石町築切（ついきり）にある公立小学校。

## 概要
歴史
1875年（明治8年）「知新小学校」として創立。数回の改組・改称を経て、現校名になったのは1956年（昭和31年）。2025年（令和7年）には創立150周年を迎える。
校章
桜の花弁を背景にして、中央に校名の頭文字である「北」の文字を配している。
校歌
1961年（昭和36年）制定。作詞は中島哀浪、作曲は陶山聡による。歌詞は3番まであり、3番の歌詞中に校名の「北明小学校」が登場する。
校区
杵島郡白石町のうち、「西分1～4号、一の篭、二の篭、沖小路、道目、田中小路、北揚、八の割、弥平搦、築切搦、旭通、太原上、遠江上、遠江中、遠江下、太原中、太原下、遠江搦、太原搦、新観音、大井、新昌、天神、中南、只江、新拓1～4号」。中学校区は白石町立白石中学校。

## 沿革
- 1875年（明治8年）4月 -　海蔵寺の本堂を校舎として、「知新小学校」が創立。
- 1877年（明治10年）- 「築切小学校」に改称。
- 1880年（明治13年）2月 - 新校舎に移転。
- 1887年（明治20年） - 小学校令施行により、尋常科（4年制）を設置の上、「尋常築切小学校」に改称。尋常錦浦小学校に十二ヶ村組合立高等東郷小学校が併設される[4]。
- 1889年（明治22年）4月1日 - 町村制施行により、杵島郡2村（築切、遠江）が合併し、北有明村が発足。
- 1892年（明治25年）4月 -「北有明尋常小学校[1]」に改称。高等東郷小学校は白石高等小学校に改称。
- 1897年（明治30年）- 白石高等小学校の設置者が須古・六角・福治三ヶ村組合となる。高等科児童への教授を白石高等小学校へ委託。
- 1898年（明治31年）- 暴風雨で校舎が倒壊した後、瓦葺き木造2階建て新校舎（凹字型）が完成。
- 1899年（明治32年）- 四ヶ村（竜王・錦江・南有明・北有明）組合立錦浦高等小学校が南有明村に開校[5]。
- 1900年（明治33年）[6]- 錦浦高等小学校の廃止により、高等科を併置の上、「北有明尋常高等小学校」に改称。
- 1903年（明治36年）12月 - 校舎1棟を増築。
- 1908年（明治41年）4月 - 改正小学校令により、尋常科（義務教育）が6年制、高等科が2～3年制に変更となる。児童数増加により、校舎1棟を増築。運動場を拡張。
- 1913年（大正3年）- 運動場を拡張。
- 1916年（大正5年）- 農業補習学校が併置される。
- 1917年（大正6年）- 南校舎が完成。
- 1918年（大正7年）- 第四棟が完成。
- 1921年（大正10年）7月 - 併置の農業補習学校が青年訓練所充当となる。
- 1922年（大正11年）- 校地を拡張。校門を設置。
- 1928年（昭和3年）- 校舎を増築。併置の農業補習学校が公民学校となる。
- 1935年（昭和10年）- 教育講演会が設立される。併置の公民学校が青年学校となる。
- 1937年（昭和12年）- 講堂が完成。
- 1941年（昭和16年）4月1日 - 国民学校令施行により、「北有明村国民学校」に改称。尋常科を初等科に改める。
- 1947年（昭和22年）4月1日 - 学制改革が行われる。
  - 北有明村国民学校の初等科は、新制小学校「北有明村立北明小学校[2]」に改組・改称。
  - 北有明村国民学校の高等科は青年学校の普通科とともに、新制中学校「北有明村立北明中学校[2]」に改組される。小学校に併置される。
- 1956年（昭和31年）
  - 4月 - 新校舎（8教室）が完成。
  - 7月1日 - 北有明村が白石町に編入されたことにより、「白石町立北明小学校」（現校名）に改称。中学校は「白石町立北明中学校」に改称。
  - 9月1日 - 有明村横手のうち大井地区が白石町に編入されたことにより、該当地区の児童が有明村立有明東小学校より転入[5]。
- 1959年（昭和34年）3月 - 校旗を制定。
- 1960年（昭和35年）8月 - プールが完成。
- 1961年（昭和36年）3月6日 - 校歌を制定。
- 1962年（昭和37年）4月 - 白石町立中学校4校（白石・須古・六角・北明）が統合の上、（新）「白石町立白石中学校」が開校。統合校舎完成までの間、旧・北明中の校舎は「北明校舎」として存続。
- 1965年（昭和40年）4月 - 白石中学校の統合校舎が完成したため、北明校舎は廃止の上、小学校に移管される。特殊学級を開設。
- 1961年（昭和41年）10月 - 東校舎と中校舎を解体。
- 1968年（昭和43年）5月 - 学校給食を開始。
- 1970年（昭和45年）7月 - 旧管理棟を解体。
- 1971年（昭和46年）
  - 1月 - 2階建て新校舎が完成。
  - 9月 - 希望の像を建立。
- 1975年（昭和50年）11月 - 創立100周年記念式典を挙行。記念事業として総合遊具「北明タワー」を設置。
- 1977年（昭和52年）8月 - 北校舎を改築。西側2階建て校舎を解体。
- 1980年（昭和55年）8月 - プールを改修。
- 1981年（昭和56年）2月 - 特別教室が完成。
- 1983年（昭和58年）2月 - 体育館が完成。講堂を解体。
- 1995年（平成7年）8月 - 第1回北明小夏祭りを開催。
- 1999年（平成11年）
  - 3月 - 北明タワーを解体。
  - 12月 - 新校舎（南校舎・中校舎）が完成。
- 2000年（平成12年）
  - 1月 - 旧校舎を全面的に解体。
  - 10月 - 運動場を整備。
- 2001年（平成13年）3月 - 校門（正門）を設置。
- 2030年（令和12年）4月 - 白石地区小学校4校（須古・六角・白石・北明）が統合の上、小学校1校が新設される（予定）[7][8][9]。

## 交通
最寄りの鉄道駅
- JR九州 長崎本線 「肥前白石駅」

最寄りのバス停留所
- 祐徳バス 佐賀線 「干拓道」停留所
- 白石町コミュニティタクシー 牛間田横手線「あかり保育園」停留所

最寄りの幹線道路
- 国道207号 「干拓道入口」交差点

## 周辺
- 白石町立あかり保育園
- 正徳寺

## 参考資料
- 「白石町史」（1974年（昭和49年）2月10日, 白石町）p.898～p.902
- 「白石町立小学校再編計画 (PDF) 」（2023年（令和5年）6月） - 白石町ウェブサイト
- 「⽩⽯地域新設⼩学校基本構想 (PDF) 」（2024年（令和6年）3月）- 白石町ウェブサイト

## 関連事項
- 佐賀県小学校一覧